# Doppelbogenkontrolle
Die Doppelbogenkontrolle ist ein Mess- und Steuersystem in der Drucktechnik. Die Doppelbogenkontrolle kommt in den Einzelbogenanlegern oder Schuppenanlegern von Bogendruckmaschinen zum Einsatz. Sobald die Doppelbogenkontrolle erkennt, dass zwei oder mehr Bögen (z. B. Papierblätter) gleichzeitig angesaugt werden, wird der Weitertransport des Doppelbogens gestoppt, um Folgeschäden an der Druckmaschine auszuschließen. Die Erkennung von Doppelbögen kann mit berührungslosen Sensoren (Ultraschall, Infrarot oder optisch) erfolgen, aber auch mechanisch oder kapazitiv.

## Doppelbogenkontrolle mit Ultraschall

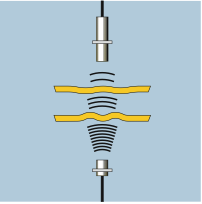
Funktionsprinzip

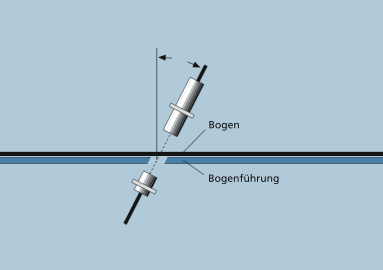
Materialabhängige Einbaulage

Ein hochfrequenter Ultraschall-Sender strahlt von der unteren Seite gegen den Bogen. Das ausgestrahlte Signal regt das Material zu Schwingungen an. Diese bewirken die Ausbreitung einer sehr kleinen Schallwelle auf der anderen Seite des Bogens, die vom gegenüberliegenden Ultraschall-Empfänger ausgewertet wird. Bei übereinanderliegenden Bogen („Doppelbogen“) ist das Signal so abgeschwächt, dass es kaum noch zum Empfänger gelangt. Die Ultraschall-Doppelbogenkontrolle erkennt so Fehl-, Einzel- und Doppelbogen.
Mit der Ultraschall-Doppelbogenkontrolle können unterschiedliche Materialien wie z. B. Papier, Folien, Feinstwellpappen, dünne Bleche, Wafer oder dickere Kunststofffolien (z. B. Kreditkarten) abgetastet werden. Bei Papieren und dünnen Folien wird die Doppelbogenkontrolle senkrecht zum Material betrieben. Bei feinen Wellpappen, dünnen Blechen, Wafern oder dickeren Kunststofffolien ist die Doppelbogenkontrolle in einem spezifischen Neigungswinkel α zum durchlaufenden Material zu montieren.
- feine Wellpappen: α ≥ 35°
- dünne Bleche oder dickere Kunststofffolien: α = 27°
- Wafer: α = 11°

Die Ultraschall-Doppelbogenkontrolle wurde im Jahre 1999 von der microsonic GmbH aus Dortmund entwickelt, und erstmals in den Bogendruckmaschinen der Heidelberger Druckmaschinen AG eingesetzt. Seitdem hat sich das Einsatzgebiet weit über das der Druckmaschinen verbreitert. Inzwischen wird das Verfahren auch von anderen Anbietern wie Leuze electronic angeboten.

## Einsatzgebiete
- Bogendruckmaschinen
- Zusammentragmaschinen
- Falzmaschinen
- Papierverarbeitungsmaschinen
- belegverarbeitende Maschinen
- Geldautomaten
- Fertigung von Solarzellen und Silizium-Wafern
- Etikettenverarbeitung
- Leiterplattenfertigung
- Dokumentenscanner